# Vera Roquette
Vera Pimenta de Roure Roquette é uma comunicadora, apresentadora de televisão e escritora portuguesa.

## Biografia
Começou por ser mais uma cara da RTP. Depois de 10 anos a trabalhar em turismo, foi na televisão pública, junto do grande público que ficou conhecida. Primeiro na locução de continuidade, depois na condução do programa que fez história e ficou na história: "Agora Escolha", que marcou o início da interatividade na televisão portuguesa. 
Após o final do Agora Escolha, Vera Roquette recebeu um convite para apresentar um programa semelhante na TVI. Perante a sua recusa, esta estação criou uma rubrica chamada "A Escolha É Sua", apresentada por Carmen Godinho. Ao contrário do que acontecera na RTP, as chamadas para este programa eram de valor acrescentado.
Também após o final do Agora Escolha, Vera Roquette permaneceu na RTP por mais algum tempo, onde apresentou o "Um Dó Li Tá", espaço para os mais novos da TV2.
Nos últimos anos, para além de outras actividades, Vera Roquette tem-se dedicado à escrita. Escreveu crónicas para o Diário de Notícias, algumas das quais foram incluídas no seu livro "Escrito na Areia", publicado em 2002.

## Televisão

### RTP2
- 1986 - 1993 - Agora Escolha
- 1994 - 1995 - Um Dó Li Tá

### RTP1
- 1986 - Uma História ao Fim do Dia
- 1993 - 1994  - Agora Escolha
- 2015 - Há Tarde (convidada)

### SIC Radical
- 2002 - Cabaret da Coxa (convidada)

### RTP Memória
- 2009 - Há Conversa (convidada)
- 2014 - Inesquecível (convidada)

## Livros

### Literatura infantil
- 2009 - O Senhor que Vivia na Lua
- 2010 - Dona Ervilha corre mundo
- 2011 - Zás Trás Pás Zuca Maluca

### Literatura para adultos
- 2002 - Escrito na Areia
- 2011 - Agora escolha! Cromos à desgarrada